# Leighton Baines
Leighton John Baines (* 11. prosince 1984, Kirkby, Anglie) je bývalý anglický fotbalový obránce a reprezentant, který hrál v letech 2007 až 2020 za anglický za klub Everton. Předtím hrál za jiný anglický klub Wigan Athletic, kde působil již na mládežnické úrovni a kde započal profesionální kariéru. Jeho postem bylo místo levého krajního obránce neboli „beka“. Účastník Mistrovství světa 2014 v Brazílii.

## Klubová kariéra
Leighton Baines hrál v mládežnických týmech klubu Wigan Athletic. V A-mužstvu debutoval roku 2002. V červenci 2007 přestoupil do týmu Everton krátce poté, co odmítl nabídku Sunderlandu.

## Reprezentační kariéra
Leighton Baines reprezentoval Anglii v mládežnickém výběru U21.
V A-mužstvu Anglie debutoval v roce 2010.
Trenér Roy Hodgson jej nominoval na Mistrovství světa 2014 v Brazílii, kde Angličané vypadli již v základní skupině D, obsadili s jedním bodem poslední čtvrtou příčku.

## Statistiky

### Klubové
| Klub           | Sezóna  | Liga            | Liga   | Liga | FA Cup | FA Cup | EFL Cup | EFL Cup | Ostatní | Ostatní | Celkem | Celkem |
| Klub           | Sezóna  | Liga            | Zápasy | Góly | Zápasy | Góly   | Zápasy  | Góly    | Zápasy  | Góly    | Zápasy | Góly   |
| -------------- | ------- | --------------- | ------ | ---- | ------ | ------ | ------- | ------- | ------- | ------- | ------ | ------ |
| Wigan Athletic | 2001/02 | Second Division | 0      | 0    | 0      | 0      | 0       | 0       | 0       | 0       | 0      | 0      |
| Wigan Athletic | 2002/03 | Second Division | 6      | 0    | 2      | 0      | 2       | 0       | 2       | 0       | 12     | 0      |
| Wigan Athletic | 2003/04 | First Division  | 26     | 0    | 1      | 0      | 1       | 0       | —       | —       | 28     | 0      |
| Wigan Athletic | 2004/05 | Championship    | 41     | 1    | 0      | 0      | 1       | 0       | —       | —       | 42     | 1      |
| Wigan Athletic | 2005/06 | Premier League  | 37     | 0    | 2      | 0      | 4       | 0       | —       | —       | 43     | 0      |
| Wigan Athletic | 2006/07 | Premier League  | 35     | 3    | 1      | 0      | 1       | 0       | —       | —       | 37     | 3      |
| Wigan Athletic | Celkem  | Celkem          | 145    | 4    | 6      | 0      | 9       | 0       | 2       | 0       | 162    | 4      |
| Everton        | 2007/08 | Premier League  | 22     | 0    | 1      | 0      | 1       | 0       | 5       | 0       | 29     | 0      |
| Everton        | 2008/09 | Premier League  | 31     | 1    | 7      | 0      | 0       | 0       | 1       | 0       | 39     | 1      |
| Everton        | 2009/10 | Premier League  | 37     | 1    | 2      | 1      | 1       | 0       | 8       | 0       | 48     | 2      |
| Everton        | 2010/11 | Premier League  | 38     | 5    | 4      | 2      | 2       | 0       | —       | —       | 44     | 7      |
| Everton        | 2011/12 | Premier League  | 33     | 4    | 6      | 1      | 3       | 0       | —       | —       | 42     | 5      |
| Everton        | 2012/13 | Premier League  | 38     | 5    | 5      | 2      | 1       | 0       | —       | —       | 44     | 7      |
| Everton        | 2013/14 | Premier League  | 32     | 5    | 3      | 1      | 0       | 0       | —       | —       | 35     | 6      |
| Everton        | 2014/15 | Premier League  | 31     | 2    | 1      | 0      | 0       | 0       | 5       | 1       | 37     | 3      |
| Everton        | 2015/16 | Premier League  | 18     | 2    | 2      | 0      | 3       | 0       | —       | —       | 23     | 2      |
| Everton        | 2016/17 | Premier League  | 32     | 2    | 1      | 0      | 0       | 0       | —       | —       | 33     | 2      |
| Everton        | 2017/18 | Premier League  | 22     | 2    | 0      | 0      | 1       | 0       | 6       | 1       | 29     | 3      |
| Everton        | 2018/19 | Premier League  | 6      | 0    | 1      | 0      | 1       | 0       | —       | —       | 8      | 0      |
| Everton        | 2019/20 | Premier League  | 8      | 0    | 0      | 0      | 1       | 1       | —       | —       | 9      | 1      |
| Everton        | Celkem  | Celkem          | 348    | 29   | 33     | 7      | 14      | 1       | 25      | 2       | 420    | 39     |
| Celkem         | Celkem  | Celkem          | 493    | 33   | 39     | 7      | 23      | 1       | 27      | 2       | 582    | 43     |

### Reprezentační
| Anglie | Anglie | Anglie |
| Rok    | Zápasy | Góly   |
| ------ | ------ | ------ |
| 2010   | 2      | 0      |
| 2011   | 4      | 0      |
| 2012   | 7      | 1      |
| 2013   | 9      | 0      |
| 2014   | 7      | 0      |
| 2015   | 1      | 0      |
| Celkem | 30     | 1      |

#### Reprezentační góly
Skóre a výsledky Anglie jsou vždy zapisovány jako první
| Gól | Datum        | Místo                              | Soupeř    | Skóre | Výsledek | Soutěž                                |
| --- | ------------ | ---------------------------------- | --------- | ----- | -------- | ------------------------------------- |
| 1.  | 7. září 2012 | Zimbru Stadium, Kišiněv, Moldavsko | Moldavsko | 5:0   | 5:0      | Kvalifikace na Mistrovství světa 2014 |

## Úspěchy
- Tým roku Premier League podle PFA – 2011/12,[4] 2012/13[5]